# 주진모 (1974년)
주진모(본명: 박진태, 1974년 9월 26일 (음력 8월 11일) ~ )는 대한민국의 배우이다.

## 경력
주진모는 1999년 영화 《댄스댄스》로 처음 연기로 데뷔, 그 후 영화 《해피엔드》에서 인상적인 연기를 펼치면서 대종상영화제 남우조연상을 수상, 충무로의 떠오르는 배우로 주목받기 시작한다.
2001년 영화 《무사》, 《와니와 준하》에서 연달아 주연을 맡았고 2003년 드라마 《때려》와 2005년 드라마 《패션 70's》에서도 주연을 맡아 한국을 대표하는 남자 배우로 자리매김하게 된다.
2008년 영화 《쌍화점》에 주연을 맡아 백상예술대상 영화부문 남자 최우수연기상을 수상하였고 2013년 MBC 드라마 《기황후》에서는 왕유(고려 충혜왕) 역을 맡아 MBC 연기대상 특별기획부문 남자 최우수연기상을 수상했다.

## 출연 작품

### 드라마
| 연도 | 방송사 | 제목                    | 역할            | 비고   |
| ---- | ------ | ----------------------- | --------------- | ------ |
| 1999 | KBS2   | 슬픈 유혹               | 신준영          | 2부작  |
| 2000 | KBS2   | 성난 얼굴로 돌아보라    | 이동훈          | 16부작 |
| 2003 | SBS    | 때려                    | 이한새          | 16부작 |
| 2005 | SBS    | 패션 70's               | 김동영          | 28부작 |
| 2006 | SBS    | 게임의 여왕             | 이신전          | 20부작 |
| 2008 | SBS    | 비천무                  | 유진하          | 14부작 |
| 2009 | SBS    | 드림                    | 남제일          | 20부작 |
| 2013 | MBC    | 기황후                  | 왕유            | 51부작 |
| 2014 | MBC    | 기황후                  | 왕유            | 51부작 |
| 2015 | JTBC   | 사랑하는 은동아         | 지은호 / 박현수 | 16부작 |
| 2016 | MBC    | 캐리어를 끄는 여자      | 함복거          | 16부작 |
| 2017 | OCN    | 나쁜 녀석들 : 악의 도시 | 허일후          | 16부작 |
| 2019 | SBS    | 빅이슈                  | 한석주          | 32부작 |

### 영화
| 연도 | 제목                    | 배역        | 비고 |
| ---- | ----------------------- | ----------- | ---- |
| 1999 | 댄스댄스                | 준영        |      |
| 1999 | 해피엔드                | 김일범      |      |
| 2000 | 실제상황                | 나 / 김한식 |      |
| 2001 | 무사                    | 최정        |      |
| 2001 | 와니와 준하             | 준하        |      |
| 2004 | 라이어                  | 정만철      |      |
| 2006 | 두뇌유희 프로젝트, 퍼즐 | 류          |      |
| 2006 | 미녀는 괴로워           | 한상준      |      |
| 2007 | 사랑                    | 채인호      |      |
| 2008 | 쌍화점                  | 공민왕      |      |
| 2010 | 무적자                  | 김혁        |      |
| 2012 | 가비                    | 일리치      |      |
| 2013 | 친구 2                  | 이철주      |      |

## 앨범
- 《비처럼 음악처럼》(2011년)

## 수상 및 후보
| 연도 | 시상식                     | 부문                             | 작품                 | 결과 |
| ---- | -------------------------- | -------------------------------- | -------------------- | ---- |
| 2000 | 제37회 대종상              | 신인남우상                       | 해피엔드             | 후보 |
| 2000 | 제37회 대종상              | 남우조연상                       | 해피엔드             | 수상 |
| 2000 | KBS 연기대상               | 신인상                           | 성난 얼굴로 돌아보라 | 수상 |
| 2003 | SBS 연기대상               | 드라마스페셜부문 연기상          | 때려                 | 수상 |
| 2005 | SBS 연기대상               | 10대 스타상                      | 패션 70's            | 수상 |
| 2007 | 제28회 청룡영화상          | 인기스타상                       | 사랑                 | 수상 |
| 2007 | 제1회 대한민국영화연기대상 | 베스트커플상                     | 미녀는 괴로워        | 수상 |
| 2009 | 제45회 백상예술대상        | 영화부문 남자 최우수연기상       | 쌍화점               | 수상 |
| 2010 | 제3회 스타일 아이콘 어워드 | 영화배우부문                     | 빈칸                 | 수상 |
| 2010 | 제3회 코리아 주얼리 어워드 | 다이아몬드상                     | 빈칸                 | 수상 |
| 2013 | MBC 연기대상               | 특별기획부문 남자 최우수연기상   | 기황후               | 수상 |
| 2014 | 제3회 에이판 스타 어워즈   | 장편드라마부문 남자 최우수연기상 | 기황후               | 후보 |
| 2016 | MBC 연기대상               | 특별기획부문 남자 최우수연기상   | 캐리어를 끄는 여자   | 후보 |
| 2019 | SBS 연기대상               | 미니시리즈부문 남자 최우수연기상 | 빅이슈               | 후보 |

## 결혼 및 가족
- 주진모는 2019년 6월 1일 제주특별자치도 CS 호텔&리조트에서 가정의학과 전문의 민혜연 원장과 결혼식을 올렸다.

## 참고
1. ↑  2023년 아버지 별세.
2. ↑  정세라 (2000년 2월 18일). “'공무원시험 준비하다 배우된' 주진모”. 한겨레. 2001년 1월 21일에 원본 문서에서 보존된 문서. 2009년 7월 31일에 확인함.